# Sylviane Telliez
Sylviane Telliez (Francia, 30 de octubre de 1942) es una atleta francesa retirada especializada en la prueba de 60 m, en la que consiguió ser subcampeona europea en pista cubierta en 1971.

## Carrera deportiva
En el Campeonato Europeo de Atletismo en Pista Cubierta de 1971 ganó la medalla de plata en los 60 metros, con un tiempo de 7.4 segundos, llegando a meta tras la alemana Renate Stecher.
En el Campeonato Europeo de Atletismo en Pista Cubierta de 1973 ganó la medalla de bronce en los 60 metros, con un tiempo de 7.32 segundos, llegando a meta tras las atletas alemanas Annegret Richter  (oro con 7.27 segundos) y Petra Vogt (plata con 7.29 segundos). 